# Toni Schuberl

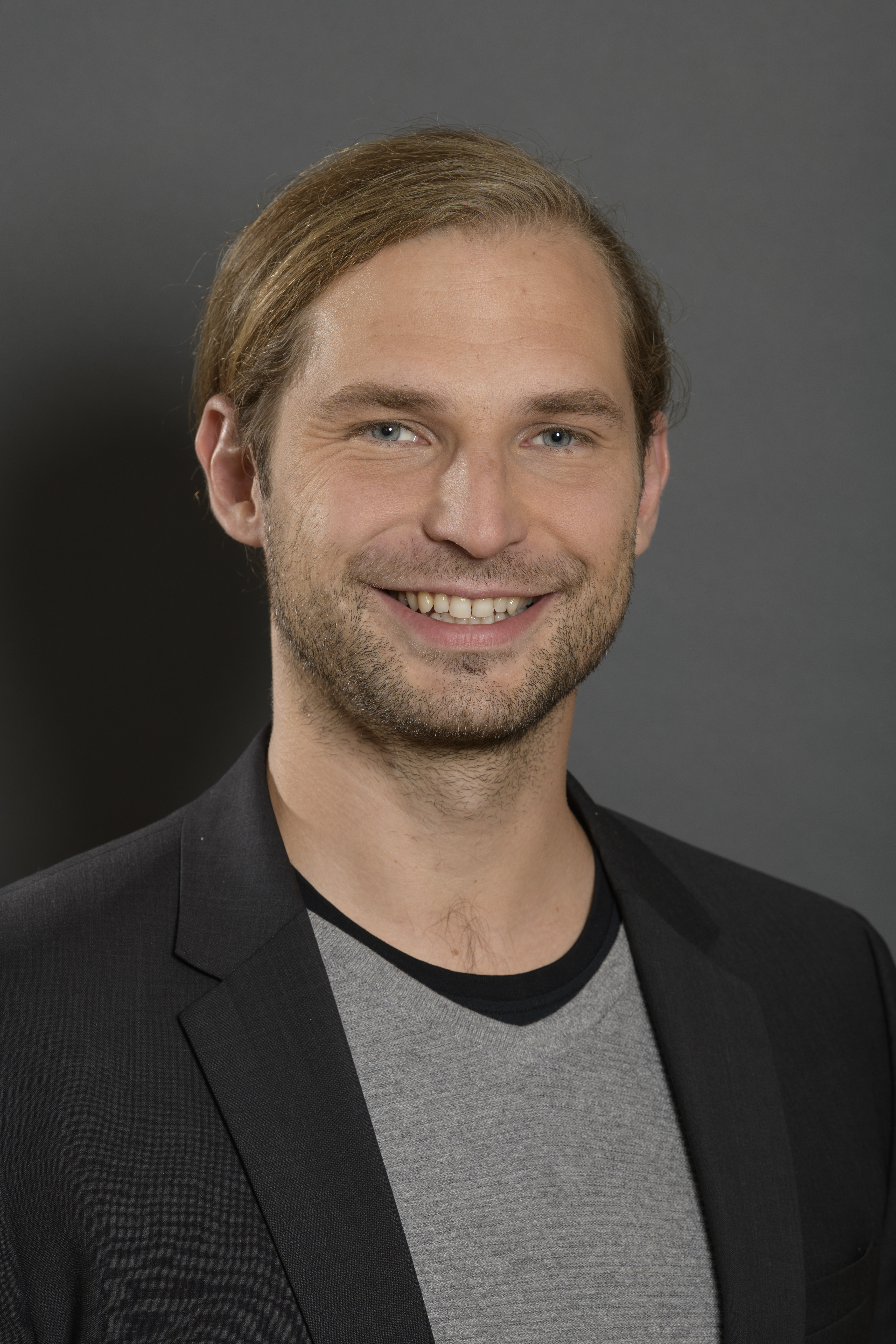
Toni Schuberl (2018)

Toni Schuberl (* 26. Januar 1983 in Deggendorf als Anton Schuberl) ist ein deutscher Politiker (Bündnis 90/Die Grünen) und Autor. Er ist seit 2018 Abgeordneter im Bayerischen Landtag.

## Leben
Toni Schuberl schloss ein Studium der Rechtswissenschaften als Diplom-Jurist und ein Geschichtsstudium als Magister an der Universität Regensburg ab. Nach dem Rechtsreferendariat in Passau absolvierte er das zweite juristische Staatsexamen. Seit Februar 2020 ist er zur Rechtsanwaltschaft zugelassen.
Schuberl ist verheiratet und hat drei Söhne und einen Stiefsohn.

## Partei und Politik
Schuberl ist seit 1999 Mitglied von Bündnis 90/Die Grünen. Er war von 2014 bis 2019 Kreisrat des Landkreises Passau. Seit Mai 2020 ist er Kreisrat des Landkreises Freyung-Grafenau und dort Fraktionsvorsitzender der grünen Kreistagsfraktion.
Bei der Landtagswahl 2018 zog er erstmals in den Bayerischen Landtag ein; bei der Landtagswahl 2023 wurde er erneut gewählt. 
Im Landtag ist Schuberl rechtspolitischer Sprecher der Fraktion von Bündnis 90/Die Grünen sowie Mitglied des Ausschusses für Verfassung, Recht, Parlamentsfragen und Integration. Von Mai 2022 bis Juli 2023 war er Vorsitzender des zweiten NSU-Untersuchungsausschusses. Von 2019 bis 2023 war er stellvertretender Vorsitzender der Maßregelvollzugsbeiräte der Bezirkskrankenhäuser Mainkofen und Straubing und seit 2024 einfaches Mitglied im Beirat des Bezirkskrankenhaus Straubing. Zudem ist er seit 2018 Mitglied des Stiftungsrats der Stiftung Opferhilfe Bayern sowie der Richterinnen- und-Richter-Wahlkommission. 

## Politische Positionen
Schuberl forderte die Reaktivierung stillgelegter Bahnstrecken in Niederbayern, insbesondere der Ilztalbahn, der Granitbahn und der Waldbahn von Gotteszell nach Viechtach. Für ganz Niederbayern forderte er einen deutlichen Ausbau der Bahnstrecken, die er als „S-Bahn für Niederbayern“ in einem Konzept vorlegte.
Im Nationalpark Bayerischer Wald erreichte Schuberl die sofortige Übernahme von ca. 800 Hektar sogenannter Entwicklungsfläche in die Naturzone, wodurch ein sukzessiver Kahlschlag im Rahmen der Borkenkäferbekämpfung verhindert worden ist.
Schuberl forderte die Bayerische Staatsregierung erfolgreich dazu auf, sich für die Umbenennung der nach Nationalsozialisten benannten juristischen Standardwerke Palandt und Schönfelder einzusetzen.
Beim Bezirkskrankenhaus Landshut setzte er sich für die Reduzierung von Fixierungen in der Kinder- und Jugendpsychiatrie ein.
Im April 2024 rauchte er einen Joint im Außenbereich des Maximilianeums, um nach eigener Aussage ein Zeichen gegen den „Verbotswahn der CSU“ zu setzen. Auf Betreiben der CSU wurde daraufhin die Hausordnung des Landtags geändert und damit ein Kiff-Verbot im Innen- und Außenbereich des Maximilianeums erlassen. Hintergrund sei der Kinder- und Jugendschutz, denn auf dem Gelände des Maximilianeums hielten sich regelmäßig auch Kinder, Jugendliche, Schülerpraktikanten und Schulklassen auf.

## Veröffentlichungen (Auswahl)

### Historische Schriften

#### Monographien
- Anton Schuberl: Eging am See. Die Geschichte meiner Heimat von den Anfängen bis zum Jahr 2003. Verlag Josef Duschl, Winzer 2007, ISBN 978-3937438566 (Online-Volltext).
- Anton Schuberl: 20 Jahre jung. Die Geschichte der Grünen Jugend Bayern. Herausgegeben von der Grünen Jugend Bayern. Toni Schuberl, Eging am See 2009. ISBN 978-3937438269 (Online-Volltext)
- Anton Schuberl: 300 Jahre Daxstein. 1715-2015. Geschichts- und Kulturverein Eging am See e.V., Eging am See 2015, ISBN  978-3-946244-00-4 (Online-Volltext).
- Anton Schuberl: Der Wiederaufstieg des Klosters Niedernburg zur Abtei. Geschichts- und Kulturverein Eging am See e.V., Eging am See 2016 ISBN 978-3-946244-03-5 (Online-Volltext)
- Anton Schuberl, Rudolf Himpsl: Zenting. Stiftung „Lebensräume“, Eging am See 2021, ISBN 978-3-946910-02-2 (Online-Volltext).

#### Herausgeberschaft
- Die Eginger Jahrbücher wurden von Toni Schuberl 2008 bis 2017 herausgegeben; anfangs gemeinsam mit dem Geschichts- und Kulturverein Eging am See e.V. und Schuberl als Vorsitzenden und Redaktionsleiter (Online-Volltext).
- Anton Schuberl, Sanne Kurz (Herausgeber): Kunst trifft Verfassung. 75 Jahre Bayerische Verfassung. Fraktion Bündnis 90/Die Grünen im Bayerischen Landtag, Krumbach 2023 (Online-Volltext).

#### Aufsätze und Beiträge
- Hallo Taxi! – Als die Automobildroschke die Pferde ablöste. In: Edith Rabenstein, Gerhard Braunsperger (Hrsg.): Passauer Almanach 9. Passau 2012, ISBN 978-3-941401-11-2, S. 126–133.
- Das Kloster Niedernburg im Spätmittelalter. In: Passauer Jahrbuch. Nr. 56, Verein für Ostbairische Heimatforschung, Passau 2014, S. 57–81.
- 650 Jahre Fürstenstein: Die Entstehungsgeschichte Fürstensteins. In: Stefan Hundsrucker (Hrsg.): 1368 – Auf den Spuren von Ritter Tuschl. Verlag Senging e.K., Saldenburg 2018, ISBN 978-3-9815841-8-9, S. 277–290. Wortgleich in: Eginger Jahrbuch 2016, S. 6–14 (Online-Volltext).
- Die Erdställe im bayerisch-österreichischen Raum. In: Passauer Jahrbuch. Nr. 62, Verein für Ostbairische Heimatforschung, Passau 2020, S. 15–17 (Online-Volltext).
- Die Pest im unteren Bayerischen Wald. In: Passauer Jahrbuch. Nr. 65, Verein für Ostbairische Heimatforschung, Passau 2023, S. 71–74 (Online-Volltext).

### Juristische Schriften
- Anton Schuberl: Bayerisches Hochschulgesetz: Praxiskommentar. Morgenroth Media, Oberhaching 2018, ISBN 978-3959070324 (Online-Volltext).
- Anton Schuberl: Bayerische Hochschulwahlordnung: Praxiskommentar. Morgenroth Media, Oberhaching 2015, ISBN 978-3-941425-93-4 (Online-Volltext).

### Naturkundliche Schriften
- Fabian Bötzl, Anton Schuberl: Neufund des Edelkrebses Astacus astacus (Linnaeus, 1758) (Crustacea, Astacidae) in der Kleinen Ohe bei Eging am See. In: Der Bayerische Wald. 24. Jahrgang, Naturwissenschaftlicher Verein Passau e.V., 2011, S. 28-29 (Online-Volltext).